# Каменка (приток Западного Буга)
Каменка (укр. Кам'янка) — река во Львовском районе Львовской области Украины. Левый приток Западного Буга (бассейн Вислы).
Берёт начало севернее посёлка городского типа Куликов, около села Могиляны, среди пологих холмов Грядового Побужья в юго-западнай части Надбужанской котловины (часть Малого Полесья). Течёт по Надбужанськой котловине сначала на восток, затем поворачивает на северо-восток, ближе к устью — на север. Впадает в Западный Буг на северо-восточной окраине города Каменка-Бугская.
Длина реки 38 км, площадь бассейна 142 км². Долина в верховьях прямоугольного типа, ниже V-образная. Русло слабоизвилистое, в верхнем течении канализированное, шириной от 1 до 5 м, глубиной до 2 м. Уклон реки 1,2 м/км. На отдельных участках русло зарегулировано. На протяжении нескольких километров течёт в пределах города Каменка-Бугская. В черте города река сильно загрязнена.